# Bahía de Bangkok
Bahía de Bangkok (en tailandés: อ่าวกรุงเทพ) es un cuerpo de agua en la parte más septentrional del golfo de Tailandia, que se extiende aproximadamente desde Hua Hin hacia el oeste y Sattahip al este. Tres de los principales ríos de Tailandia central desembocan en la bahía - el Chao Phraya y sus distributarios los ríos Tha, el Mae Klong y Bang Pa Kong.
Hay algunas islas frente a la costa oriental de la bahía, como Ko Sichang, Ko Lan y Ko Phai.